# 23e régiment de dragons de la Garde (1er régiment de dragons grand-ducal hessois)
Pour les articles homonymes, voir 23e régiment.
Le 23e régiment de dragons de la Garde  (Garde-Dragoner-Regiment (1. Großherzoglich Hessisches) Nr.23) est un régiment de dragons allemands créé le 6 avril 1790 par le Landgrave Louis X de Hesse-Darmstadt et dissous le 1er mai 1919.

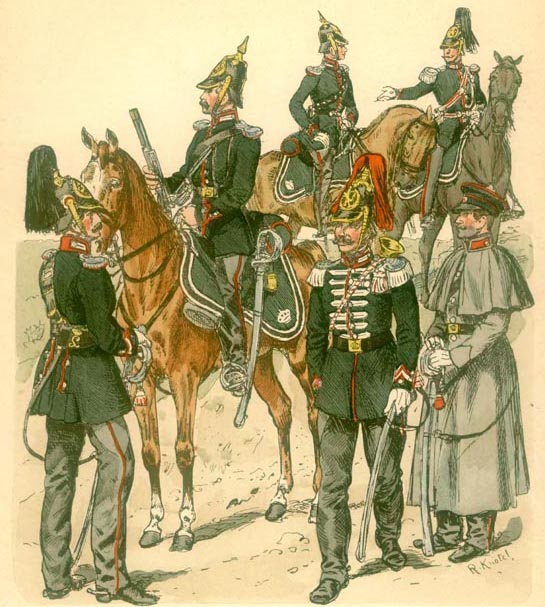
Uniformes en 1859

## Création et différentes dénominations
- 1790 : Créé sous le nom de « Chevaulegers-Regiment » (Régiment de chevau-légers)
- 1806 : Prend le nom de « Garde-Chevaulegers-Regiment » (Régiment de chevau-légers de la garde)
- 1871 : Prend le nom de « 1. Großherzoglich Hessisches Dargoner Regiment (Garde-Dragoner-Regiment) Nr. 23 » (1er régiment de dragons de grand-ducale de Hesse (Régiment de dragons de la garde) no 23)
- 1906 : Prend le nom de « Garde-Dragoner-Regiment (1. Großherzoglich Hessisches) Nr.23 » (1er Régiment de dragons de la garde du grand-duché de Hesse) no 23)

## Garnisons
- 1790 - 1793 : Bickenbach et Kranichstein
- 1793 - 1799 : Bessungen, Pfungstadt et Griesheim
- 1799 - 1919 : Darmstadt et Pfungstadt

## Guerres
- 1792 - 1796 : Guerres de la Premiere Coalition
- 1798 - 1802 : Guerres de la Deuxième Coalition
- 1806 - 1813 : Guerres du Premier Empire (Campagne de Russie (1812))
- 1813 - 1815 : Gueres de la Sixième Coalition
- Guerre franco-allemande
- Première Guerre mondiale
  - 1914 :
    - Première bataille de la Marne
    - Première bataille d'Ypres

  - 1915 : en Russie (Lituanie)
    - Bataille de Wilna (Vilnius)

  - 1916 : Autriche-Pologne (Lviv)
  - novembre 1916 - février 1917 : Roumanie / mars - septembre 1917 : protection de la frontière franco-belge
  - septembre 1917 - décembre 1918 : Ukraine

Dissous le 1er mai 1919 en Laubach (Hesse)

## Traditions
La tradition s'est poursuivie avec :
- le A-escadron du « 16e régiment de cheval » de Reichswehr (Hofgeismar)
- le « 54e bataillon de char » (Panzerbataillon 54) Armée allemande (Bundeswehr) - dissous